# Highschool of the Dead
Highschool of the Dead, v Japonsku známé jako Apocalyptic Academy: Highschool of the Dead (japonsky 学園黙示録 HIGHSCHOOL OF THE DEAD, Gakuen mokuširoku Haisukúru obu za Deddo) je japonská manga série od spisovatele Daisuke Satóa, kterou ilustroval Šódži Sató. Série byla serializovaná v časopise Gekkan Dragon Age společnosti Fudžimi Šobó mezi zářím 2006 a květnem 2013. Po smrti Daisuke Satóa v březnu 2017 však zůstala nedokončena. V Japonsku bylo mezi březnem 2007 a dubnem 2011 vydáno společnostmi Fudžimi Šobó a Kadokawa Šoten sedm svazků mangy. Yen Press publikoval mangu v Severní Americe. Příběh sleduje skupinu středoškolských studentů, kteří se ocitnou uprostřed zombie apokalypsy.
12dílná anime adaptace studia Madhouse, která adaptuje první čtyři svazky, byla v Japonsku vysílaná od 5. čerenvce do 10. září 2010. Madhouse také vyrobil OVA epizodu, jež měla premiéru v roce 2011. Sentai Filmworks vydalo anime a OVA epizodu s anglickým dabingem na DVD a Blu-ray v Severní Americe.

## Hlavní postavy
- Takaši Komuro: 17letý student, také vůdce skupiny a hlavní hrdina příběhu. Je zamilovaný do své spolužačky Rei Mijamoto, která mu v dětství slíbila, že se spolu jednou vezmou. Rei však začala chodit s jeho nejlepším přítelem Hisašim. Hisaši se promění v zombie a je Takašim zabit. Takaši poté spolu s Rei, několika dalšími studenty a zdravotní sestrou vytvoří skupinu, s níž se snaží přežít.
- Rei Mijamoto: Takašiho spolužačka. Když Takaši zabil Hisašiho, vyčítala mu, že to bylo kvůli jejich vztahu, ale jakmile se Komuro chystá na sebevražedný útok proti hordě zombie, omluví se mu. Později začne Takašiho city opětovat. Velmi dobře zachází s kopím.
- Saeko Busudžima: Saeko umí skvěle bojovat s bokutó. Její schopnosti jsou pro skupinu velmi užitečné. Má velkou důvěru k Takašimu a věří v jeho schopnosti vést skupinu.
- Saja Takagi: jde o velmi chytrou studentku. Je zamilovaná do Takašiho, ale neflirtuje s ním tolik jako Rei.
- Kóta Hirano: je velkým nadšencem do zbraní a nejlepším střelcem skupiny a je to nerd.
- Šizuka Marikawa: jde o školní sestru. Je přítelkyní členky SAT (japonské speciální jednotky).
- Alice Maresato: je jí pouze 7 let. Ke skupině se přidá později. Oba její rodiče zahynuli. Byla zachráněna před zombiemi Takašim. Ostatní členy skupiny nazývá svými bratry a sestrami. Společně s ní se ke skupině připojí i pes Zeke.

## Média

### Manga
Manga Highschool of the Dead, napsaná Daisukem Satóem a ilustrovaná Šódžim Satóem, započala serializaci v září 2006 v časopise Gekkan Dragon Age společnosti Fudžimi Šobó. Mezi lety 2008 až 2010 byla tvorba mangy přerušena. Po březnu 2011 byla vydána poslední kapitola v dubnu 2013. Série však po smrti Daisukeho Satóa dne 22. března 2017 zůstala nedokončena. V Japonsku bylo vydáno společnostmi Fudžimi Šobó a Kadokawa Šoten mezi 1. březnem 2007 a 25. dubnem 2011 sedm svazků mangy.
V roce 2018, v rozhovoru s ilustrátorem Šódžim Satóem a editorem Kawanakadžimou (pseudonym), bylo potvrzeno, že série byla zrušena a nebude tak nikdy obnovena. Autor série Daisuke Sató onemocněl v roce 2008, což velmi ztížilo její tvorbu. Po jeho smrti roku 2017 se Šódži a Kawanakadžima shodli, že by se měla série ukončit tak, jak je, a místo toho se zaměřit na sérii Triage X.

### Anime
Anime adaptace byla premiérově vysílána na japonské stanici AT-X od 5. července do 20. září 2010. Dalšími stanicemi vysílajícími anime jsou TV Kanagawa, Tokyo MX, Čiba TV, KBS, TV Aiči, TV Saitama a Sun TV. Producenty seriálu jsou společnosti Geneon Universal Entertainment, Showgate, AT-X a Madhouse, režisérem je Tecuró Araki, scenáristou Jósuke Kuroda, designérem postav Masajoši Tanaka a skladatelem hudby Takafumi Wada. Geneon Universal Entertainment vydalo mezi 22. zářím 2010 a 23. únorem 2011 šest svazků DVD a Blu-ray.
V Severní Americe je seriál licencován Sentai Filmworks pro souběžné vysílání na Anime Network. Některé scény byly cenzurovány. V Austrálii a na Novém Zélandu je anime licencováno firmou Madman Entertainment. Sentai a Madman později získaly další práva k anime a společně se společností Section23 Films vydaly anglický dabing (vyrobený Seraphim Digital) na Blu-ray a DVD dne 28. června 2011. Manga Entertainment licencovalo seriál ve Spojeném království. Anglický dabing seriálu byl odvysílán na službě Anime Network mezi 10. březnem 2011 a 26. květnem 2011. Byl také zveřejněn 27. května 2011 na platformě Zune Marketplace od Microsoftu a 27. června 2011 na iTunes Store od Applu.
OVA epizoda s názvem „Drifters of the Dead“ byla prodávána na Blu-ray disku, jenž byl součástí limitované editace sedmého svazku mangy, od 26. dubna 2011. Původně však měla být vydána v únoru. Sentai Filmworks licencovalo epizodu v Severní Americe. Uvedena zde byla dne 26. listopadu 2013 na DVD a Blu-ray.

## Seznam dílů
| Č. v seriálu | Původní název                | Režie                            | Scénář          | Premiéra v Japonsku | Premiéra v USA     |
| ------------ | ---------------------------- | -------------------------------- | --------------- | ------------------- | ------------------ |
| 1            | Spring of the DEAD           | Tecuró Araki                     | Jósuke Kuroda   | 5. července 2010    | 10. března 2011    |
| 2            | Escape from the DEAD         | Júdži Kumasawa                   | Jósuke Kuroda   | 12. července 2010   | 17. března 2011    |
| 3            | Democracy under the DEAD     | Jasuši Muroja                    | Jósuke Kuroda   | 19. července 2010   | 24. března 2011    |
| 4            | Running in the DEAD          | Tecuo Ičimura                    | Tacuja Takahaši | 26. července 2010   | 31. března 2011    |
| 5            | Streets of the DEAD          | Júdži Kumasawa                   | Jósuke Kuroda   | 2. srpna 2010       | 7. dubna 2011      |
| 6            | In the DEAD of the night     | Naojasu Hanjú                    | Jósuke Kuroda   | 9. srpna 2010       | 14. dubna 2011     |
| 7            | DEAD night and the DEAD ruck | Tóru Takahaši                    | Jósuke Kuroda   | 16. srpna 2010      | 21. dubna 2011     |
| 8            | The DEAD way home            | Čie Jamaširo                     | Jósuke Kuroda   | 23. srpna 2010      | 28. dubna 2011     |
| 9            | The sword and DEAD           | Júsuke Onoda                     | Tacuja Takahaši | 30. srpna 2010      | 5. května 2011     |
| 10           | The DEAD'S house rules       | Tecuo Ičimura                    | Jósuke Kuroda   | 6. září 2010        | 12. května 2011    |
| 11           | DEAD storm rising            | Takenori Mihara                  | Jósuke Kuroda   | 13. září 2010       | 19. května 2011    |
| 12           | All DEAD'S attack            | Tecuró Araki a Micujuki Masuhara | Jósuke Kuroda   | 20. září 2010       | 26. května 2011    |
| OVA          | Drifters of the DEAD         | Tecuró Araki                     | Jósuke Kuroda   | 27. dubna 2011      | 26. listopadu 2013 |